# Robert von Puttkamer
Robert Viktor von Puttkamer (5. květen 1828, Frankfurt nad Odrou – 15. březen 1900, Karzin, Pomořany) byl pruský státník.
Puttkamer, který náležel ke staré pomořanské šlechtě, studoval práva a po jejich dokončení v roce 1854 vstoupil do státní správy. V letech 1860 - 1866 působil jako zemský rada v kraji Demmin v Pomořanech. Během této funkce se blízce spřátelil s Ottou von Bismarckem, který ho jmenoval radou v nově vzniknuvším úřadu spolkového kancléřství. V letech 1873 - 1891 byl Puttkamer členem Reischstagu (tehdejšího Říšského sněmu), kde se hlásil k německým konzervativcům. V roce 1877 převzal funkci vrchního prezidenta pruské provincie Slezska, kde se také stal 14. července 1879 ministrem kultury.
Odtud vedl "kulturní boj" (Kulturkampf) mezi Říší a katolickou církví. Dne 18. června 1881 se Puttkamer stal pruským ministrem vnitra. 11. října téhož roku byl jmenován viceprezidentem pruského státního ministerstva. Z této pozice se především snažil úřad liberalizovat a prosazoval konservatismus.
K tomu navíc ostře prosazoval sociální zákony, čímž sílily hlasy proti němu, jak ze strany levice, tak pravice. Stal se všeobecně nepopulárním, a byl nakonec propuštěn krátce vládnoucím císařem Fridrichem III. dne 8. června 1888. Poté byl Puttkamer vážený člen pruské šlechty, a až do roku 1899 vrchním prezidentem provincie Pomořany.